# ليموزان
لِمُزَة أو لِمُزَن أو لِمُزَان أو (نقحرة: ليموزان) (بالفرنسية: Limousin) هي إحدى مناطق فرنسا وعاصمتها هي ليموج. تنقسم المنطقة إلى ثلاث محافظات: فينّا العليا، وكروز، وكورّيز.
ينحدر جاك شيراك وسيغولين رويال وفرانسوا أولاند من هذه المنطقة.
تشتهر هذه المنطقة بتربية الأبقار وزراعة التفاح وصناعة أدوات المائدة من الخزف الصيني (البورسلان).

## أهم المدن الرئيسية
ليموج - بريف - تول - بيلاك - أوبوسون - جيريه - سان جونيان

## المواصلات
تعتبر المنطقة معزولة نسبياً تظراً لبعدها عن محاور المدن الكبرى (باريس - بوردو أو باريس - ليون)، لكن الوضع في تحسن تدريجي. تتصل المنطقة مع انكلترة عبر رحلات جوية يومية من مطار ليموج، كما يخترقها الطريق السريع A20 الواصل بين باريس وتولوز. هناك دراسة لمد خط حديدي للقطارات السريعة بين بواتييه وليموج ليكون الأول بعد طول انتظار.
ترتبط مدن المنطقة فيما بينها بشبكة قطارات محلية ter.

## الاقتصاد
توحي الخطوط العريضة لاقتصاد المنطقة بتنوع المصادر. يعتمد الاقتصاد بدرجة كبيرة على توفير الخدمات (63% من الوظائف خدمية)، كما يوجد إعادة توجّه باتجاه الزراعة حيث إن الأرقام الإحصائية لا تعني تحسن الوضع إذا ما أخذنا بعين الاعتبار دور الأجانب في تحسينها (خصوصاً الإنكليز والهولنديين). من ناحية الصناعة يوجد تنوع كبير في الشركات المتوسطة والصغيرة لكن الوضع يبقى هشاً بغياب وجود الشركات الكبرى.

## الكثافة السكانية
يعتبر عدد سكان لِمُزَن الأقل على مستوى فرنسا، ويأتي في المرتبة قبل الأخيرة (قبل عدد سكان جزيرة كورسيكا). يمكن القول إنه واعتباراً من عام 1960 تراجع عدد السكان وخاصة الشباب على حساب ارتفاع متوسط أعمارهم. أما في أيامنا هذه، ونظراً لسياسة الحكومة المحلية المشجعة على الإنجاب فقد شهد عدد السكان تزايداً ملحوطاً، لكن هذه الطاهرة محدودة.

## اللغة المحلية
يتذكر كبار السن في المنطقة لغة الأوكسيتان كلفة محلية تختلف في كتابتها ومفرداتها عن اللغة الفرنسية الأم. هذه اللغة لها أربع لهجات. لمزيد من المعلومات رجاء طالع المقالة الأصلية باللغة الفرنسية.